# Коморово (Влоцлавський повіт)
Коморово (пол. Komorowo) — село в Польщі, у гміні Ізбиця-Куявська Влоцлавського повіту Куявсько-Поморського воєводства.
Населення — 116 осіб (2011).
У 1975-1998 роках село належало до Влоцлавського воєводства.

## Демографія
Демографічна структура станом на 31 березня 2011 року:
|          | Загалом | Допрацездатний вік | Працездатний вік | Постпрацездатний вік |
| -------- | ------- | ------------------ | ---------------- | -------------------- |
| Чоловіки | 56      | 17                 | 36               | 3                    |
| Жінки    | 60      | 15                 | 30               | 15                   |
| Разом    | 116     | 32                 | 66               | 18                   |